# دین در قزاقستان
دین‌های قزاقستان (آمار سال ۲۰۰۹)

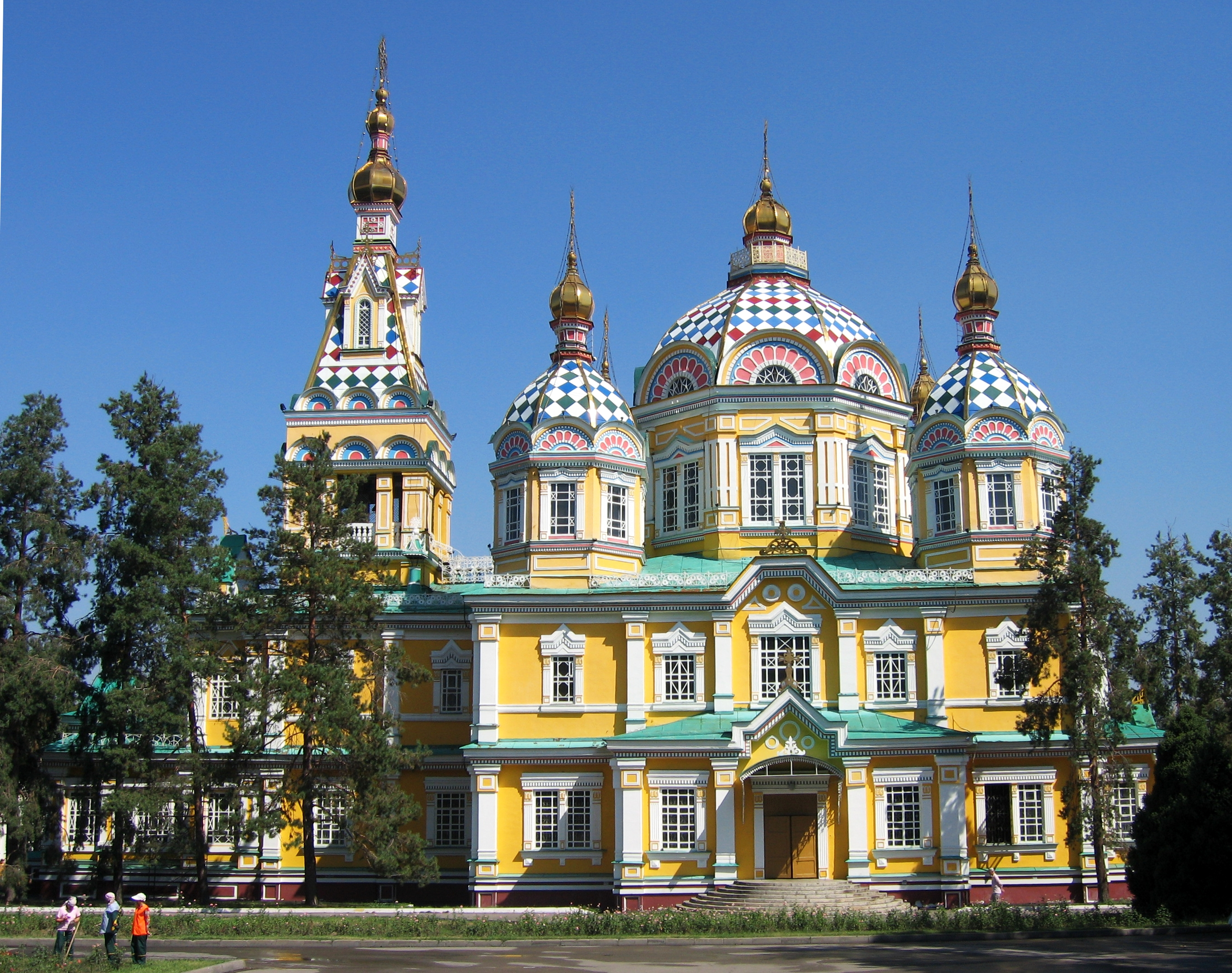
اسلام (70.2٪)
مسیحیت (26.2٪)
ادیان دیگر (0.3٪)
بدون دین (2.8٪)
اعلام‌نشده (0.5٪)

دین در قزاقستان (انگلیسی: Religion in Kazakhstan) براساس نظرسنجی‌های مختلف بیشتر شهروندان قزاقستان در درجه اول مردم قزاق به عنوان مسلمان بدون مذهب شناخته می‌شوند در حالی که حدود ۶۳.۶ درصد از جمعیت این کشور شامل قزاق ها و دیگر اقلیت های قومی مانند ازبک ها، اویغورها و تاتارها همگی سنی حنفی هستند. کمتر از ۱ درصد مردم این کشور شافعی (اغلب چچن ها) و شیعه هستند. در مجموع ۲۳۰۰ مسجد در این کشور وجود دارد که همه آن ها وابسته به "انجمن معنوی مسلمانان قزاقستان"، به ریاست یک مفتی عالی هستند. عید قربان به عنوان تعطیل ملی شناخته می شود.